# Эллингтон, Дюк
Дюк Э́ллингтон (англ. Duke Ellington; при рождении Эдвард Кеннеди Эллингтон; англ. Edward Kennedy Ellington; 29 апреля 1899, Вашингтон — 24 мая 1974, Нью-Йорк) — американский руководитель джаз-оркестра (Duke Ellington Orchestra), джазовый композитор, аранжировщик и пианист. Один из наиболее известных джазовых музыкантов XX века.

## Биография

### Ранние годы
У Дюка Эллингтона, в отличие от многих его чернокожих соотечественников, было вполне счастливое детство. Его отец Джеймс Эдвард был дворецким и некоторое время служил в Белом доме (Вашингтон). Позже работал копировщиком в Военно-морских силах.
Мать была глубоко верующей и хорошо играла на пианино; поэтому религия и музыка сыграли большую роль в его воспитании. 
Мальчика окружали достаток, покой и родительская любовь. Мать давала ему уроки игры на фортепиано. С семи лет Эллингтон занимается с учителем музыки, а примерно с 11 лет сочиняет музыку самостоятельно. Затем приходит увлечение рэгтаймом и танцевальной музыкой. Свою первую композицию в стиле рэгтайм «Soda Fountain Rag» Эллингтон написал в 1914 году.
Эллингтон обучался в специализированной школе по прикладным наукам и собирался стать профессиональным художником. Выигрывал конкурс на лучшую рекламную афишу города Вашингтон. Работал плакатистом.
Совершенствовал технику игры на пианино, изучал теорию гармонии. Удовольствие рисовать и работать с красками проходит. Отказывается от предложенного места работы в институте Пратта по прикладному искусству.
В конце концов, в 1917 году он решает стать профессиональным музыкантом. Проходит неофициальное обучение у известных вашингтонских музыкантов. Руководит местными ансамблями.
2 июля 1918 года женится на Эдне Томпсон.
11 марта 1919 года у Дюка Эллингтона рождается сын Мерсер Эллингтон.
В 1919 году Дюк знакомится с Сонни Гриром, ставшим барабанщиком первого эллингтоновского бэнда.
В 1922 году впервые приезжает в Нью-Йорк вместе с Гриром и Хардвиком (соседом Дюка) на короткий ангажемент. В Нью-Йорке Эллингтон берёт неофициальные уроки у признанных мастеров фортепиано Джеймса П. Джонсона и Уилли Лайона Смита.

### На посту бэнд-лидера (1923—1964)

Дюк Эллингтон и его бэнд

В 23 года Эдвард Кеннеди Дюк Эллингтон начинает играть в квинтете «Вашингтонцы» (Washingtonians), руководство над которым он постепенно берёт в свои руки. Ансамбль состоял из его друзей — барабанщика Сонни Грира, саксофониста Отто Хардвика, трубача Артура Уэтсола.
От друзей из-за любви к щёгольской одежде Эллингтон получает прозвище «Duke» (герцог).
Осенью 1923 года ансамбль Эллингтона отправляется в Нью-Йорк, получает ангажемент в клубе «У Бэррона» в Гарлеме, а затем на Тайм Сквер в «Hollywood Club» (позднее его переименовали в «Kentucky Club»).
В 1926 году Эллингтон знакомится с Ирвингом Миллсом, который становится менеджером Эллингтона на продолжительный период.
Под давлением Миллса Эллингтон официально (на основе контракта) в 1927 становится руководителем джазового ансамбля («оркестра») из десяти человек, под новым брендом «Duke Ellington and His Orchestra». Первый значительный успех нового коллектива — регулярные выступления (с декабря 1927 по 1931) в престижном нью-йоркском джазовом клубе «Cotton Club». Появляются известные композиции Дюка «Creole Love Call» и «Black & Tan Fantasy», «The Mooche» и др.
В 1929 году оркестр выступал в ревю Флоренца Зигфельда. Регулярные радиотрансляции из «Cotton Club» программ оркестра делают Эллингтона и его оркестр известными. В феврале 1931 года оркестр Эллингтон открывает первый концертный тур. В том же году инструментальная версия одного из его стандартов «Mood Indigo», опубликованная лейблом Victor, становится очень популярной.
1932 год. Оркестр Эллингтона даёт концерт в Колумбийском университете.

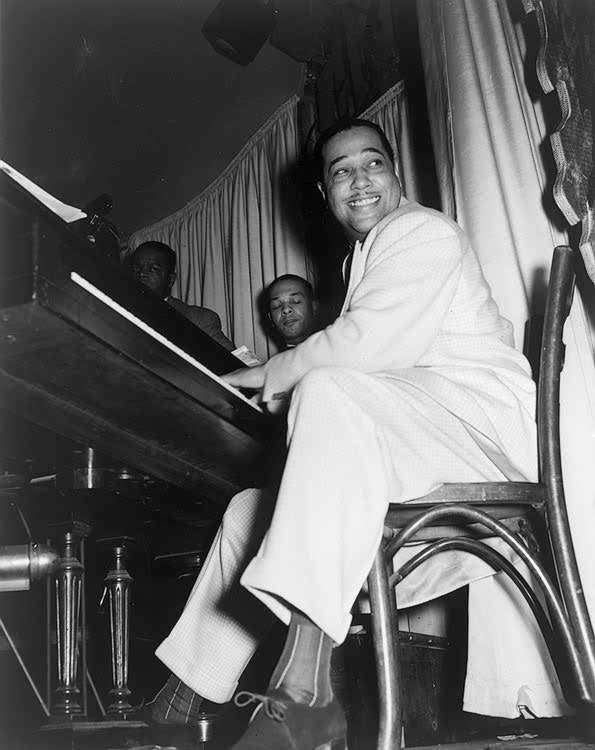
Дюк Эллингтон в клубе Хурикейн в Нью-Йорке, май 1943

Композитор нацеливается на более сложные музыкальные сюжеты. Работает над «Creole Rhapsody». В 1931-33 годах становятся популярными его пьесы «Limehouse Blues» и «It Don’t Mean a Thing (If It Ain’t Got That Swing)» с вокалом Айви Андерсон. За три года до официального начала эпохи свинга Дюк Эллингтон уже, фактически, заложил фундамент нового стиля. Важными вехами на этом пути стали темы 1933 года — «Sophisticated Lady» и «Stormy Weather» (авторы Гарольд Арлен и Тед Колер).
Первые композиции оркестра Дюка Эллингтона связаны со «стилем джунглей» (East St.Louis Toodle-oo, Black Beauty, Black And Tan Fantasy, Ducky Wucky, Harlem Speaks), а также со «стилем настроений» (Mood Indigo, Solitude, Sophisticated Lady). В них Эллингтон использует индивидуальные возможности музыкантов: трубачей Чарли Эрвиса, Баббера Майли, Трикки Сэма Нэнтона, альт-саксофониста Джонни Ходжеса, баритон-саксофониста Харри Карни. Мастерство этих исполнителей придаёт оркестру особый «саунд».
Большой успех приносят гастроли в Европе (1933). Оркестр выступает в лондонском «Палладиуме», происходят встречи Дюка с принцем Уэльским, герцогом Кентским. Затем выступления в Южной Америке (1933) и тур по США (1934). Репертуар в основном составляют композиции Эллингтона.
В тот момент в оркестре играют саксофонисты Джонни Ходжес, Отто Хардвик, Барни Бигард, Харри Карни, трубачи Кути Уильямс, Фрэнк Дженкинс, Артур Уэтсол, тромбонисты Трикки Сэм Нэнтон, Хуан Тизол, Лоренс Браун. Эллингтона называют первым подлинно американским композитором, а его свинговый стандарт «Caravan», написанный в соавторстве с тромбонистом Хуаном Тизолем, обходит весь мир.
Написанная в 1935 году композиция Reminiscing in Tempo в отличие от большинства других мелодий автора не отличалась танцевальным ритмом. Причина заключалась в том, что эту песню Эллингтон написал после потери своей матери и продолжительного застоя в творчестве. Как в дальнейшем говорил сам композитор, во время написания этой мелодии листы его нотной тетради были мокрыми от слёз. Reminiscing in Tempo была сыграна Дюком практически без использования импровизации. По словам музыканта, главным его желанием было оставить в этой песне всё так, как он написал изначально.
1938 год знаменателен совместным выступлением с музыкантами филармонического оркестра в нью-йоркском отеле «Сен-Реджис».
В конце 1930-х в оркестр приходят новые музыканты — контрабасист Джимми Блентон и тенор-саксофонист Бен Уэбстер. Их влияние на «саунд» Эллингтона было настолько фундаментальным, что их относительно короткий срок пребывания в составе получил среди джазовых фанатов название Blanton-Webster Band. С этим составом Эллингтон совершает второе европейское турне (исключая Британию).
Обновлённый «саунд» оркестра зафиксирован в композиции 1941 года «Take the 'A' Train» (автор Билли Стрэйхорн). Среди произведений композитора этого периода важное место занимают инструментальные работы «Diminuendo in Blue» и «Crescendo in Blue».
Мастерство композитора и музыканта получает признание не только у критиков, но и у таких выдающихся академических музыкантов, как Игорь Стравинский и Леопольд Стоковский.
В годы Второй мировой войны Эллингтон создаёт ряд больших инструментальных пьес. 23 января 1943 года выступает с концертом своих произведений в знаменитом Карнеги-Холле, где проходит премьера «Black, Brown and Beige». Весь сбор средств от концерта идёт в помощь Красной Армии.
По окончании войны, несмотря на закат эпохи биг-бэндов, Эллингтон продолжает гастролировать со своей новой концертной программой. Сборы от выступлений, начавшие постепенно падать, он пополняет гонорарами, которые получает как композитор. Это позволяет сохранить оркестр.
Начало 1950-х — самый драматичный период в жизни эллингтоновского бэнда. Чувствуя снижение интереса к джазу, из оркестра один за другим уходят ключевые музыканты. На несколько лет Дюк Эллингтон уходит в тень.
Однако, уже летом 1956 года происходит триумфальное возвращение на большую сцену на джазовом фестивале в Ньюпорте. Один из кульминационных моментов фестиваля — состоящее из 27 квадратов (а по мнению продюсера Ирвинга Таунсенда — сто двадцати восьми), соло тенор-саксофониста Пола Гонсалвеса в обновлённой версии «Dimuendo and Crescendo in Blue». Композитор снова попадает в фокус, его фотография украшает обложку журнала «Time», он подписывает новый контракт с Columbia Records. Первый релиз — концерт «Ellington at Newport» — стал самым удачным и продаваемым альбомом в карьере музыканта.
В последующие годы, в соавторстве с Билли Стрэйхорном, Дюк пишет ряд произведений на классические темы. На пластинке «Such Sweet Thunder», шекспировской сюите 1957 года, представлены композиции «Lady Mac», «Madness in Great Ones», посвящённая Гамлету, «Half the Fun» об Антонии и Клеопатре. Уникальность записи в том, что солисты оркестра (Кэт Андерсон, Джонни Ходжес, Пол Гонсалвес, Квентин Джексон и другие), как актёры в театре, исполняли ведущие партии и держали на себе целые номера. Вместе со Стрэйхорном написаны вариации на темы из «Щелкунчика» Чайковского и «Пер Гюнта» Грига.
Дюк Эллингтон снова становится востребованным концертным исполнителем. Маршруты его гастролей расширяются, и осенью 1958 года артист снова объезжает Европу с концертным туром. Дюка представляют королеве Елизавете и принцессе Маргарет на фестивале искусств в Англии.
В 1961 и 1962 годах Эллингтон записывается вместе с Луи Армстронгом, Каунтом Бэйси, Коулменом Хокинсом, Джоном Колтрейном и другими выдающимися мастерами джаза.
В 1963 году оркестр Эллингтона совершает новую поездку в Европу и, затем, на Средний и Дальний Восток по просьбе Госдепартамента США.
1964 год. Очередное европейское турне и первый визит оркестра в Японию.

### Последние годы (1965—1975)
С середины 1960-х композитор 11 раз уходил с церемонии награждения Grammy победителем.

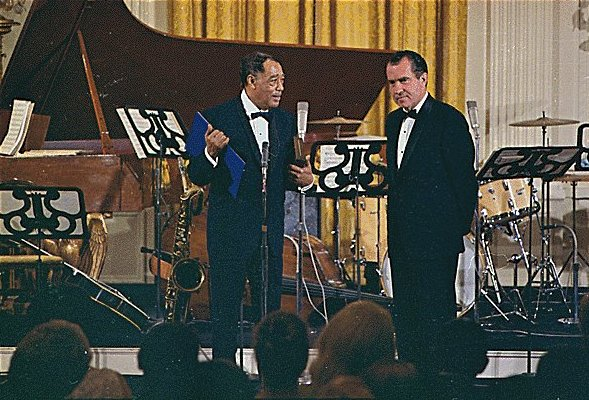
Эллингтон получает Президентскую медаль свободы от Ричарда Никсона, 1969.

В 1965 году премия достаётся ему в номинации «лучший большой джазовый ансамбль» за альбом «Ellington '66». Трек «In the Beginning, God» отмечается в 1966 году как лучшая джазовая композиция. Бэнд выступает в Белом доме, на Виргинских островах и снова в Европе; участник первого Международного фестиваля африканского искусства. Выступает с Бостонским симфоническим оркестром.
В сентябре начинает серию концертов духовной музыки. Эти концерты артист будет регулярно проводить под сводами Grace Cathedral в Сан-Франциско.
В 1966 и 1967 годах Эллингтон проводит две серии европейских концертов с Эллой Фицджеральд.
Со своим коллективом отправляется в продолжительный тур по Ближнему и Дальнему Востоку. С этим турне совпало издание пластинки «Far East Suite», которая принесла своему автору победу в номинации «лучший большой джазовый ансамбль».
С такой же формулировкой Эллингтон унёс Grammy с церемонии 1968 года за альбом «And His Mother Called Him Bill». Этот альбом композитор посвятил своему коллеге и близкому другу Билли Стрейхорну, который умер в 1967 году.
Приём в Белом доме в 1969 году по случаю 70-летия Дюка. Вручение ордена Свободы президентом Ричардом Никсоном. Новое европейское турне. В Париже в честь семидесятилетия Дюка Эллингтона был устроен банкет, на котором его приветствовал Морис Шевалье.
Выступление на джазовом фестивале в Монтерее (1970) с новыми композициями «River», «New Orlean Suite» и «The Afro-Eurasian Eclipse». Посещение Европы, Австралии, Новой Зеландии и Дальнего Востока.
16 апреля 1971 года в нью-йоркском «Линкольн-центре» проходит премьера композиции «Suite For Gutela». Выступление на ньюпортском джаз-фестивале. Посещает с концертами СССР (Москва, Ленинград, Минск, Киев, Ростов), затем едет в Европу и совершает второе турне в Южную Америку и Мексику.

#### Гастроли в СССР
Оркестр, который Эллингтон взял с собой в Советский Союз в 1971 году, состоял из шести саксофонов: Рассел Прокоп, Пол Гонзалвес, Гарольд Эшби, Норрис Терни, Гарольд Джизил Майнерв и Гарри Карни. Трубы: Кути Уильямс, Мерсер Эллингтон, Гарольд Мани Джонсон, Эдди Престон и Джонни Коулс. Тромбоны: Мальколм Тейлор, Митчелл Бути Вуд и Чак Коннорс. Басистом был Джо Бенджамин, а за барабанами — Руфус Спиди Джонс, два вокалиста — Нелл Брукшайр и Тони Уоткинс.
Когда самолёт с Дюком приземлился в Ленинграде, его встретил большой оркестр, марширующий по лётному полю и играющий диксилендовую музыку. Всюду, где он выступал со своим бэндом, билеты были полностью проданы. На каждом из трёх концертов Эллингтона в Киеве было десять тысяч человек и более двенадцати тысяч на каждом его выступлении в Москве. Во время визита в СССР Эллингтон посетил Большой театр, Эрмитаж, встретился с композитором Арамом Хачатуряном и с джазовым дирижёром Олегом Лундстремом. Эллингтон дирижировал джаз-оркестром московского радио. Газета «Правда» была очень щедрой на похвалы Эллингтону и его оркестру. Музыкальный критик, писавший в газете, был поражён «их бесценным чувством легкости. Они выходили на сцену без каких-либо особых церемоний, просто один за другим, как друзья обычно собираются на джем-сейшн».
Дюку Эллингтону понравился СССР и он позже вспоминал:

Знаете ли вы, что некоторые из наших концертов продолжались там по четыре часа? Да, и никто не жаловался — ни публика, ни работники сцены, ни даже оркестранты. Русские приходили слушать нашу музыку, а не по какой-либо другой причине. По десять-двенадцать раз они вызывали нас на бис.

В 1973 году Эллингтон дал премьерный «Концерт духовной музыки» в Вестминстерском аббатстве в Лондоне, проверл европейское турне, принял участие в королевском концерте в «Палладиуме», побывал в Замбии и Эфиопии, был награждён «Императорской звездой» в Эфиопии и орденом Почётного легиона во Франции.
Автор автобиографии «Музыка — моя возлюбленная».

### Смерть
До последних месяцев жизни Дюк Эллингтон много ездил и концертировал. Его выступления, наполненные вдохновенными импровизациями, привлекали не только многочисленных слушателей, но и получали высокую оценку профессионалов.
Изданный по материалам концертов в Новом Орлеане диск «New Orleans Suite» опять заслуживает премию Grammy в номинации «лучший большой джазовый ансамбль».
Ещё трижды музыкант оказывается вне конкуренции в этой категории (дважды посмертно): в 1972 году за пластинку «Toga Brava Suite», в 1976 году — за «Ellington Suites», в 1979-м — за «Duke Ellington At Fargo, 1940 Live».
В 1973 году врачи диагностировали у него рак лёгких. В начале 1974 года Дюк Эллингтон заболел пневмонией. Через месяц после своего 75-летнего юбилея, рано утром 24 мая 1974 года, он скончался.
Газеты всего мира опубликовали известие о его кончине на первых полосах. Заголовок некролога в «The New York Times» гласил:

Дюк Эллингтон, магистр музыки, крупнейший композитор Америки скончался в возрасте семидесяти пяти лет.

Президент Ричард Никсон выступил с заявлением, в котором говорилось:

Тонкость, глубина, изящество и вкус, вложенные Эллингтоном в его музыку, сделали его в глазах миллионов людей у нас и за рубежом виднейшим композитором Америки. Память о нём будет жить в грядущих поколениях, в музыке, которую он подарил своему народу.

В редакционной статье воскресного выпуска газеты «Таймс» говорилось:

В лице Дюка Эллингтона американский джаз завоевал заслуженное уважение и признание.

Похороны, состоявшиеся 27 мая на кладбище Вудлон в Бронксе (Нью-Йорк), широко освещались.

### Признание и награды
- Золотая президентская медаль от Линдона Джонсона (1966)
- Удостоен почётной степени доктора Йельского университета (1967)
- Орден Свободы (1969)
- Императорская звезда (Эфиопия, 1973)
- Орден Почётного легиона (Франция, 1973)
- Особое упоминание Пулитцеровской премии (посмертно)
- Создан Центр Дюка Эллингтона при лютеранской церкви святого Петра в Нью-Йорке (1976)

## Творчество

### Творец джаза
Эллингтон был экспериментатором и новатором в музыке XX века. Он сам однажды сказал в интервью:

Я чертовски непостоянен. Я никогда не могу остановиться на том, что я сделал, мне всегда хочется попробовать сделать что-то новое.

Его творческий путь был полон открытий. Он создаёт то стиль джунглей, то стиль настроения, то обращается к академическим европейским музыкальным формам — сюитам, рапсодиям, балету и опере. Его оригинальные оркестровые произведения оказали большое эстетическое воздействие на развитие культуры XX века. Каждый значительный джазовый оркестр прямо или косвенно испытал на себе его влияние.
Эллингтон изменил роль контрабаса, тенора и баритон-саксофона в биг-бэнде. Он впервые начал использовать человеческий голос как инструмент. Положил начало латиноамериканскому джазу композицией «Caravan».
Как пианист, Дюк Эллингтон всю жизнь модернизировал свой стиль демонстрируя своё искусство «ударного фортепиано» и сохраняя характерные черты страйдового пианиста (влияние Джеймса П. Джонсона, Уилли Лайона Смита и Фэтса Уоллера), но смещаясь к более сложным аккордам и гармониям.
Как аранжировщик, Эллингтон отличался творческим подходом. Многие произведения Эллингтона представляли собой маленькие «концерты», созданные специально для того, чтобы лучше раскрыть индивидуальное дарование того или иного исполнителя-импровизатора. Он писал для музыкантов оркестра, учитывая их индивидуальный стиль и вместе с ними (или с теми, кто приходил им на смену) периодически возвращался к старым произведениям, по сути творя их заново. Дюк никогда не позволял исполнять свои пьесы так же, как они звучали прежде. Ни одна из композиций Эллингтона, записанная на пластинку его оркестром, никогда не рассматривалась им как нечто окончательное и не нуждающееся в дальнейшем усовершенствовании и развитии. Всё, что исполнялось оркестром Эллингтона, выражало его индивидуальность, вбиравшую в себя одновременно индивидуальность каждого из его оркестрантов.
По данным работника издательства «Темпо Мьюзик» М. Роббинса, у Дюка Эллингтона было зарегистрировано около тысячи пьес, большинство из которых составляют золотой фонд джаза. Тридцать восемь крупных произведений, предназначенных для концертного исполнения, духовные концерты, музыка к театральным постановкам и кинофильмам. Его дискография, по данным американского критика Скотта Янова, на сегодняшний день превышает шесть сотен дисков (623).
По времени звучания в эфире, на телевидении и на дисках в масштабе всей планеты Дюк Эллингтон занимает одно из первых мест. Его оркестр был настоящей школой джаза.
Кроме того, Эллингтон был образцовый лидер биг-бэнда — авторитетный и деликатный. Поэтому многие музыканты оставались с ним почти всю жизнь. Из «старой гвардии» это — Джонни Ходжес, Харри Карни, Барни Бигард, Джимми Хамильтон, Рассел Прокоуп, Пол Гонзалес, Хуан Тизол, Лоренс Браун, Кути Уильямс, Рэй Нэнс, Квентин Джексон. Некоторое время в оркестре играли такие солисты, как Кларк Тэрри, Кэт Андерсон, саксофонист Уилли Смит, барабанщики Луи Беллсон и Сэм Вудъярд. Во второй половине 60-х годов в оркестр пришли музыканты молодого и среднего поколений — саксофонисты Норрис Терни, Харольд Эшби, трубач Джонни Коулз, контрабасист Джо Бенджамин, барабанщик Руфус Джонс.
Библиография Дюка Эллингтона обширна и разнообразна. При жизни ему были посвящены работы: Питера Гаммонда (1958), Стэнли Дэнса (1971), Барри Уланова (1972) и Дерека Джоэлла (1977). После смерти великого музыканта вышли монументальные книги Джеймса Линкольна Коллиера (1987), Ганса Роланда (1988), Марка Таккера (1991), Клауса Стратмана (1992), Джона Хэссе (1995), Стюарта Николсона (1999). Книга Джеймса Линкольна Коллиера была единственной переведённой на русский язык и выпущенной в 1991 году издательством «Радуга».
Биограф Эллингтона Стэнли Дэнс писал:

Он был любим во всем мире и всеми слоями общества. Его любили французы и немцы, англичане и ирландцы, арабы и евреи, индусы и пакистанцы, атеисты и католики. Он был одновременно изысканным, простым, весёлым, терпимым, позитивным, ироничным, непосредственным, как ребёнок, и искренним христианином. Он был прирождённым аристократом, который прекрасно знал, как вести себя в обществе. Он был величайшим новатором в своей области и, в то же время, парадоксальным консерватором, он строил новые вещи на основе старого и презирал преходящую моду.

Том Уэйли писал:

Его невероятно ценным качеством было умение слушать, именно таким путём шел его рост как композитора и бэнд-лидера. Дюк впитывал все звуки вокруг себя, вбирал частицы стилей и мелодий, соединяя их уже для своих собственных целей.

В 1953 году джазовый критик Ральф Глисон писал в «Сан-Франциско кроникл»:

Дюк Эллингтон — это величайший талант во всей истории джаза. Я предсказываю, что четверть века спустя его музыку будут изучать в школах, а критики найдут для него подобающее место среди самых великих композиторов нашего столетия.

### Музыка для кино и мюзиклов

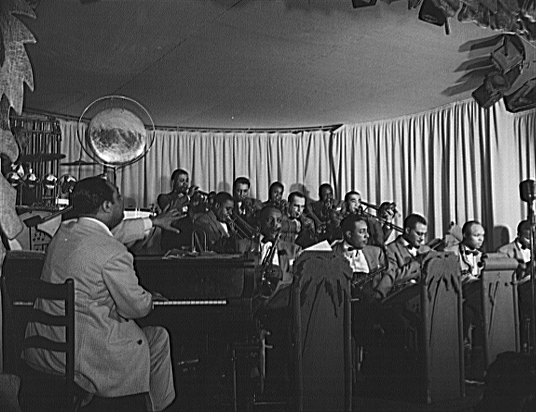
Дюк Эллингтон с музыкантами оркестра

Ещё в годы работы в «Cotton Club» Эллингтон вместе со своими музыкантами участвует в бродвейском мюзикле «Show Girl», основанном на музыке Джорджа Гершвина (George Gershwin).
Летом 1930 года в Калифорнии записывает несколько песен для кинокартины «Check and Double Check». Одна из них, «Three Little Words» с вокалом Бинга Кросби, становится американским хитом.
В 1934 году пишет звуковое сопровождение к фильму «Murder at the Vanities». Инструментальная версия композиции «Cocktails for Two», прозвучавшей в картине, становится очень известной. Записывает музыку для фильма «Belle of the Nineties» режиссёра Mae West и участвует в саундтреке «Many Happy Returns».
В 1936 году со своим оркестром в Голливуде записывает саундтрек к художественному фильму братьев Маркс «День на скачках», а через год — к картине «Hit Parade».
10 июля 1941 года в Лос-Анджелесе проходит премьера мюзикла Дюка Эллингтона «Jump for Joy». Спектакль исполнялся 101 раз. В сокровищницу жанра попал джазовый стандарт «I Got It Bad (And That Ain’t Good)», одна из лучших песен мюзикла.
В 1942 году оркестр Эллингтона снялся в кинофильме «Хижина в облаках» с Линой Хорн.
Затем, чтобы поддержать свой оркестр, Дюк снова берётся за крупные музыкальные формы и создаёт мюзикл «Beggar’s Holiday» для постановки на Бродвее. После премьеры, состоявшейся в декабре 1946 года, было дано 108 представлений.
В 1950 году композитор впервые полностью пишет саундтрек к художественному фильму «Асфальтовые джунгли».
Написанный и оркестрированный им саундтрек к фильму 1959 года «Анатомия убийства» попал в число номинантов только что учреждённой премии Grammy. Эллингтон ушёл с церемонии награждения с тремя наградами — за лучшую инструментальную композицию и лучшую музыкальную композицию года (заглавная мелодия фильма) и лучший саундтрек.
1960 год. Написана музыка для фильма «Парижский блюз» и для драмы «Турчанка». Создаётся тема «Asphalt Jungle» для телевидения.
Следующее сотрудничество Дюка Эллингтона с киноиндустрией — музыка к фильму «Парижский блюз» (1961) — принесло ему номинацию на премию Oscar за лучший саундтрек.
В марте 1966 года Эллингтон предпринял ещё одну попытку покорить бродвейскую публику, представив мюзикл «Pousse-Cafe».
В том же 1966 году на экраны кинотеатров вышел фильм «Assault on a Queen» с участием Фрэнка Синатры. Это была предпоследняя картина, в которой прозвучала музыка Эллингтона.
Его последней работой в кино стала музыка к ленте 1969 года «Change of Mind».

## Дискография
- 1940 — The Okeh Ellington (2CD)
- 1944 — Black, Brown & Beige (3CD)
- 1952 — This Is Duke Ellington And His Orchestra
- 1953 — Duke Ellington Plays The Blues
- 1953 — Piano Reflections
- 1954 — The Duke Plays Ellington
- 1955 — Ellington '55
- 1955 — Blue Light
- 1956 — Blue Rose Rosemary
- 1956 — Ellington At Newport '56
- 1957 — In A Mellotone
- 1958 — Newport 1958
- 1958 — Blues In Orbit
- 1959 — Anatomy Of A Murder
- 1959 — Duke Ellington «Festival Session»
- 1959 — Jazz Party
- 1959 — Lotus Blossom
- 1959 — Johnny Hodges & Duke Ellington «Side By Side»
- 1959 — Johnny Hodges & Duke Ellington «Back To Back»
- 1959 — The Nutcracker Suite
- 1961 — The Best Of Duke Ellington
- 1961 — First Time!
- 1961 — Louis Armstrong & Duke Ellington
- 1961 — Duke Ellington «Piano in the foreground»
- 1962 — Money Jungle (с Чарльзом Мингусом и Максом Роучем)
- 1962 — Duke Ellington And John Coltrane
- 1962 — Duke Ellington featuring Paul Gonsalves
- 1963 — Duke Ellington Meets Coleman Hawkins
- 1963 — Duke Ellington «Arfo Bossa & Concert In The Virgin Islands»
- 1964 — The Great London Concerts
- 1964 — One O'Clock Jump
- 1966 — Ella At Duke’s Place
- 1966 — The Ellington Greatest Hits
- 1966 — Soul Call
- 1966 — Stokholm Concert
- 1967 — Far East Suite
- 1968 — Duke Ellington «Latin American Suite»
- 1968 — And Mother Called Him Bill
- 1968 — Second Sacred Concert
- 1972 — Duke Ellington «Live At The Whitney»
- 1972 — The Ellington Suites
- 1977 — The Duke Ellington Carnegie Hall Concert. December 1944
- 1989 — Four Symphonic Works
- 1991 — The Essence Of Duke Ellington
- 1996 — The Complete Capitol Recordings Of Duke Ellington 5 CDs
- 1996 — Duke Ellington’s Greatest Hits
- 1998 — Priceless Jazz Collection
- 1998 — A Portrait Of Duke Ellington (2CD)

### ИзбранныеDVD
- Duke Ellington with Ella Fitzgerald «At The Cote D’Azur»
- Duke Ellington «70 th Birthday Concert in Paris»
- Duke Ellington «The Falcon Theatre 1965»
- Duke Ellington «The Duke Ellington Show»
- Duke Ellington «Duke Ellington & His Orchestra 1929—1943»
- Duke Ellington «Copenhagen, January 31, 1965»
- Duke Ellington «Copenhagen, January 23, 1967»
- Duke Ellington «The Intimate»
- Duke Ellington «Tivoli Gardens 1971 part 1 & part 2»